# Фосалон-Вја Вале 9-16 (Горица)
Фосалон-Вја Вале 9-16 је насеље у Италији у округу Горица, региону Фурланија-Јулијска крајина.
Према процени из 2011. у насељу је живело 34 становника. Насеље се налази на надморској висини од -3 м.